# A Pair of Kings (film)
Pour plus de détails, voir Fiche technique et Distribution.
A Pair of Kings est un film américain réalisé par Larry Semon et Norman Taurog, avec Oliver Hardy. Le film est sorti en 1922.

## Synopsis
Menacé par une révolution, le roi Auguste abdique en faveur de l'Étranger, un docker qui ressemble au roi, qui est caché dans une boîte et introduite clandestinement dans le palais. Le nouveau dirigeant s'avère trop vif pour les comploteurs et après avoir brisé de nombreux vases sur leurs têtes, les comploteurs sont jetés dans les oubliettes du palais. Le docker est anobli par la reine nouvellement couronnée.

## Fiche technique
- Réalisation : Larry Semon et Norman Taurog
- Scénario : Larry Semon, Norman Taurog
- Production : 	Larry Semon, Albert E. Smith
- Photographie : Hans F. Koenekamp
- Distributeur : Vitagraph Company of America
- Durée : 17 minutes (2 bobines)[1]
- Date de sortie : 11 juin 1922

## Distribution
- Larry Semon : King August

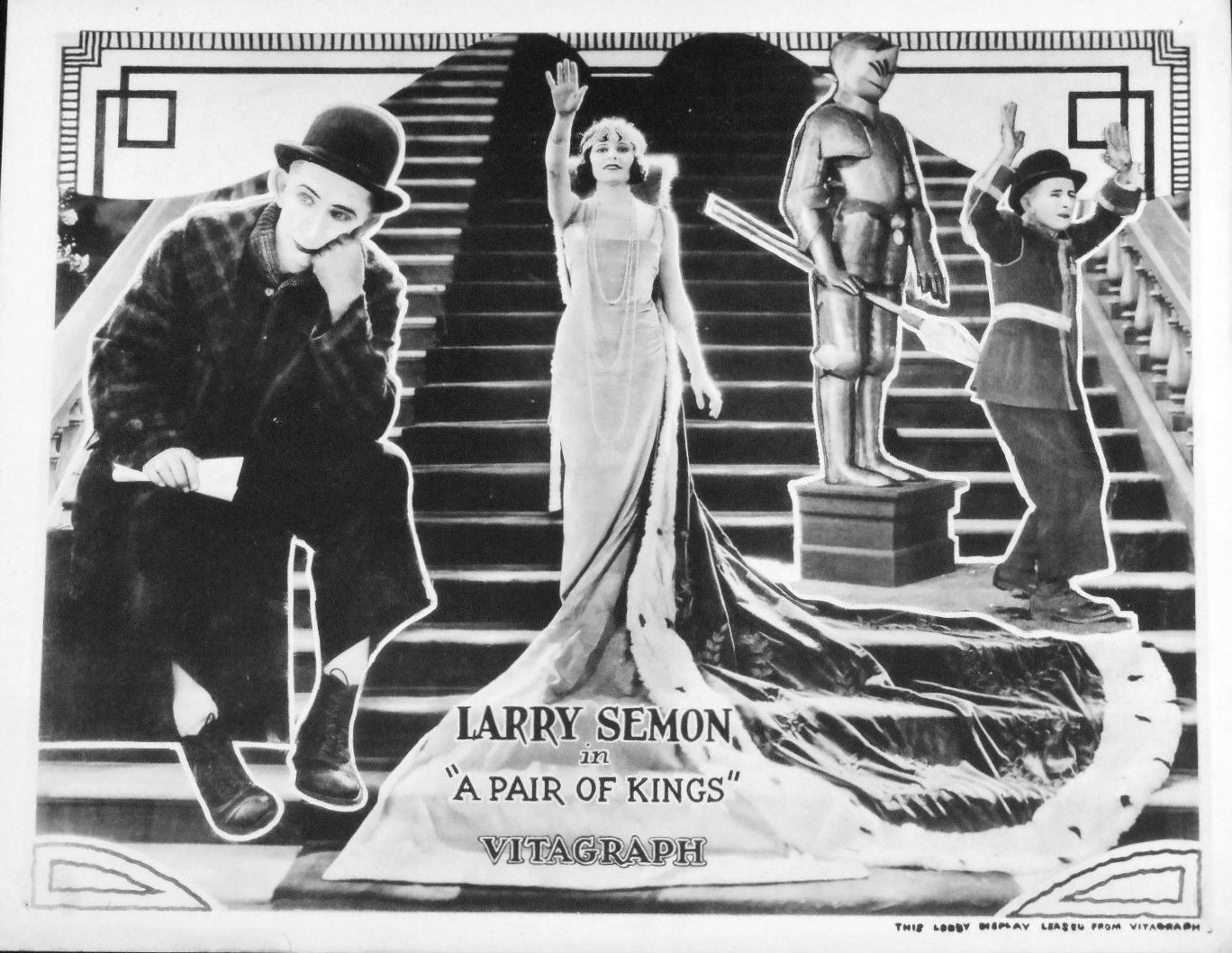
Carte promotionnelle du film

- Lucille Carlisle : Princesse Lucille
- Oliver Hardy : Général Alarm
- William Hauber
- Joe Rock